# 和歌文学大系
和歌文学大系（わかぶんがくたいけい）は、1997年より明治書院で刊行されている和歌の注解大系。久保田淳・渡部泰明監修、全80巻（+別巻1）予定。各配本には「和歌文学大系月報」を付す。
日本文学の根幹である和歌を上代期の「万葉集」から近代短歌までまとめたもので、注解と鑑賞のポイント、成立経緯や時代背景、伝本、研究史などの解説がまとめられている。

## 収録書目
1. 『萬葉集 一』 稲岡耕二、1997 ISBN 4-625-51301-4
2. 『萬葉集 二』 稲岡耕二、2002 ISBN 4-625-41311-7
3. 『萬葉集 三』 稲岡耕二、2006 ISBN 4-625-41328-1
4. 『萬葉集 四』 稲岡耕二、2015 ISBN 4-625-42418-6
5. 『古今和歌集』 久保田淳・鈴木宏子・高木和子・高野晴代・髙橋由記、2021 ISBN 4-625-42438-0
6. 『新勅撰和歌集』 中川博夫、2005 ISBN 4-625-41324-9
7. 『続拾遺和歌集』 小林一彦、2002 ISBN 4-625-41313-3
8. 『新後撰和歌集』 久保田淳・石澤一志・小山順子、2023 ISBN 4-625-42443-7
9. 『続後拾遺和歌集』 深津睦夫、1997 ISBN 4-625-51309-X
10. 『風雅和歌集』 未刊
11. 『新後拾遺和歌集』 松原一義・鹿野しのぶ・丸山陽子、2017 ISBN 4-625-42424-0
12. 『新続古今和歌集』 村尾誠一、2001 ISBN 4-625-41312-5
13. 『万代和歌集 上』 安田徳子、1998 ISBN 4-625-51313-8
14. 『万代和歌集 下』 安田徳子、2000 ISBN 4-625-41302-8
15. 『堀河院百首和歌』 青木賢豪ほか、2002 ISBN 4-625-41314-1
16. 『中世歌合集』 久保田淳ほか、2024 ISBN 4-625-42444-5
17. 『人麻呂集・赤人集・家持集』 阿蘇瑞枝、2004 ISBN 4-625-41318-4
18. 『小町集・業平集・遍昭集・素性集・伊勢集・猿丸集』 室城秀之、1998 ISBN 4-625-51318-9
19. 『貫之集・躬恒集・友則集・忠岑集』 田中喜美春ほか、1997 ISBN 4-625-51319-7
20. 『賀茂保憲女集・赤染衛門集・清少納言集・紫式部集・藤三位集』 武田早苗ほか、2000 ISBN 4-625-41300-1
21. 『山家集・聞書集・残集』 西澤美仁ほか、2003 ISBN 4-625-41316-8
22. 『長秋詠藻・俊忠集』 川村晃生、1999 ISBN 4-625-51322-7
23. 『式子内親王集・建礼門院右京大夫集・俊成卿女集・艶詞』 石川泰水、2001 ISBN 4-625-41304-4
24. 『後鳥羽院御集』 寺島恒世、1997 ISBN 4-625-513243
25. 『竹乃里歌』 村尾誠一、2016 ISBN 4-625-424208
26. 『東西南北・みだれ髪』与謝野鉄幹・与謝野晶子／永岡健右・荻野恭茂、2000 ISBN 4-625-41301-X
27. 『別離・一路』 上田博ほか、2000 ISBN 4-625-41303-6
28. 『赤光・林泉集』斎藤茂吉・中村憲吉／野山嘉正ほか、2006 ISBN 4-625-41325-7
29. 『桐の花・酒ほがひ』 今西幹一ほか、1998 ISBN 4-625-51329-4
30. 『海やまのあひだ・鹿鳴集』 長谷川政春ほか、2005 ISBN 4-625-41322-2
31. 『後撰和歌集』 徳原茂実、2022 ISBN 4-625-42440-2
32. 『拾遺和歌集』 増田繁夫、2003 ISBN 4-625-41315-X
33. 『後拾遺和歌集』 近藤みゆき・松本真奈美[2]、2022 ISBN 4-625-42441-0
34. 『金葉和歌集・詞花和歌集』 錦仁・柏木由夫、2006 ISBN 4-625-41327-3
35. 『千載和歌集』 未刊
36. 『新古今和歌集』渡部泰明ほか全8名、2025 ISBN 978-4625424496
37. 『続後撰和歌集』佐藤恒雄、2017 ISBN 978-4-625-42422-9
38. 『続古今和歌集』久保田淳ほか全4名、2019 ISBN 978-4-625-42432-8
39. 『玉葉和歌集　上』 中川博夫、2016 ISBN 978-4-625-42419-9
40. 『玉葉和歌集　下』 中川博夫、2020 ISBN 978-4-625-42435-9
41. 『続千載和歌集』 未刊
42. 『新千載和歌集』 未刊
43. 『新拾遺和歌集』 未刊
44. 『新葉和歌集』 深津睦夫・君嶋亜紀、2014 ISBN 978-4-625-42416-8
45. 『古今和歌六帖　上』 室城秀之、2018 ISBN 978-4625424281
46. 『古今和歌六帖　下』 室城秀之、2020 ISBN 978-4625424366
47. 『和漢朗詠集・新撰朗詠集』 佐藤道生・柳澤良一、2011 ISBN 978-4-625-42408-3
48. 『王朝歌合集』 鈴木徳男ほか全5名、2018、ISBN 978-4625-42429-8
49. 『正治二年院初度百首』 久保田淳ほか、2016、ISBN 978-4-625424212
50. 『物語二百番歌合／風葉和歌集』 三角洋一・高木和子、2019、ISBN 978-4-625-42430-4
51. 『三十六歌仙集 一』 未刊
52. 『三十六歌仙集 二』 新藤協三ほか、2012 ISBN 978-4625424090
53. 『和泉式部集・和泉式部続集』 青木賜鶴子、2024 ISBN 978-4625424465
54. 『中古歌仙集　一』 松本真奈美・高橋由記・竹鼻績、2004 ISBN 4-625-41321-4
55. 『中古歌仙集　二』 久保木寿子・佐藤雅代・高重久美、2025 ISBN 978-4625424472
56. 『散木奇歌集／基俊集』 未刊
57. 『平安後期家集』 未刊
58. 『拾玉集 上』 石川一ほか、2008 ISBN 978-4625424038
59. 『拾玉集 下』 石川一ほか、2011 ISBN 978-4625424069
60. 『秋篠月清集／明恵上人歌集』 谷知子ほか、2013 ISBN 978-4-625-42413-7
61. 『拾遺愚草』 未刊
62. 『玉吟集』 久保田淳、2018 ISBN 978-4-625-42426-7
63. 『金槐和歌集・明日香井和歌集』 源実朝、飛鳥井雅経　未刊
64. 『為家卿集／瓊玉和歌集／伏見院御集』 山本啓介ほか、2014 ISBN 978-4-625-42415-1
65. 『草庵集／兼好法師集／浄弁集／慶運集』 齋藤彰ほか、2004 ISBN 4-625-41320-6
66. 『草根集／権大僧都心敬集／再昌』 伊藤伸江・伊藤敬、2005 ISBN 4-625-41323-0
67. 『衆妙集・黄葉和歌集・漫吟集・悠然院様御詠草』 未刊
68. 『後水尾院御集』 鈴木健一、2003 ISBN 4-625-41317-6
69. 『晩華和歌集／賀茂翁家集』 大山和哉・鈴木健一・田代一葉・田中仁、2019 ISBN 978-4-625-42433-5
70. 『六帖詠草・六帖詠草拾遺』 鈴木淳ほか、2013 ISBN 978-4-625-42412-0
71. 『藤簍冊子・楫取魚彦家集・県門三才女集・梶の葉』 未刊
72. 『琴後集』 田中康二、2009 ISBN 978-4-625-41401-5
73. 『桂園一枝・桂園一枝拾遺』 未刊
74. 『布留散東／はちすの露／草径集／志濃夫廼舎歌集』 鈴木健一・進藤康子・久保田啓一、2007 ISBN 978-4-625-41400-8
75. 『左千夫歌集』 永塚功、2008 ISBN 978-4-625-42401-4
76. 『長塚節集』 未刊
77. 『一握の砂・黄昏に・収穫』 木股知史・藤澤全・山田吉郎、2004 ISBN 4-625-41319-2
78. 『新月・伎芸天・さすらひ』 未刊
79. 『まひる野・雲鳥・太虚(虗)集』 太田登・西村真一・神田重幸、2017 ISBN 4-625-42425-9
80. 『川のほとり・庭苔・ふゆくさ』 未刊

別巻『和歌文学史要説』 未刊